# USS N-6 (SS-58)
USS N-6 (SS-58) – zbudowany w stoczni Lake Torpedo Boat Company amerykański dwukadłubowy okręt podwodny typu N z grupy czterech okrętów tego typu opracowanych przez Simona Lake’a. Stępkę pod okręt położono 15 kwietnia 1915 roku, zwodowano go 21 kwietnia 1917 roku, po czym został przyjęty do służby w amerykańskiej marynarce wojennej 9 lipca 1918 roku. Jednostka operowała w ramach amerykańskiej floty podwodnej do 16 lutego 1922 roku, kiedy wycofano ją ze służby.